# Jennifer Diane Reitz
Jennifer Diane Reitz (30 de diciembre de 1959) es una escritora, autora de  webcómics y diseñadora de videojuegos estadounidense. Es conocida por el sitio web Happy Puppy, que abrió con sus socios, Stephen P. Lepisto y Sandra Woodruff, y con quien creó el videojuego "Boppin'". Reitz también ha trabajado en juegos para Interplay.
El 14 de febrero de 1995, Reitz y sus socios lanzaron el sitio web de juegos Happy Puppy, donde publicaron demos de juegos. Durante un período de tiempo, el sitio web fue el sitio web de juegos más visitado en Internet y tuvo alrededor de 2,5 millones de descargas por mes durante 1996, el mismo año en que Happy Puppy fue adquirido por Attitude Network. El sitio web dejó de estar disponible en 2006. Reitz escribe reseñas de juegos y cofundó una empresa familiar, Accursed Toys. 
Reitz es una mujer trans y fundadora del sitio Transsexuality (transsexual.org), un sitio con información general sobre transexualidad que alberga el test COGIATI (COmbned Gender Identity And Transsexuality Inventory). La prueba ha sido criticada por basarse en visiones estereotipadas de género; supone, por ejemplo, que la falta de interés en las matemáticas es un rasgo femenino.

## Biografía
Jennifer Diane Reitz nació el 30 de diciembre de 1959 en Baker City, Oregón. Su padre, Leonard Reitz, era cartógrafo del USGS y gran parte de su trabajo estaba rodeado de secreto. Su madre, Margaret, era unos 15 años mayor que Leonard. Debido al trabajo de Leonard, la familia de Jennifer se mudaba con frecuencia, contando que no permanecían en ningún lugar más de seis meses. Aunque al principio se alojaban en apartamentos diferentes, acabaron viviendo en campings de caravanas. La relación con sus padres fue generalmente fría, aunque su madre solía ser más cálida hasta que Jennifer cumplió 10 años. Esta distancia emocional se convirtió en hostilidad después de que Jennifer comenzó a darse cuenta de su disforia de género a una edad temprana, ya que había sido asignada con un sexo masculino pero pensaba en sí misma como una mujer. Se sentía alejada de los chicos, ya que ellos estaban más interesados en la violencia y las actividades deportivas.
Jennifer se destacó durante sus años escolares, especialmente en ciencias, lo que junto con la ciencia ficción le sirvió como forma de escapismo. Además, desarrolló una pasión por bailar, cantar y jugar con animales de peluche. Esos intereses tradicionalmente femeninos pronto crearon conflictos con sus pares y su familia. Aunque Margaret solía ser tolerante, Leonard mostraba una hostilidad extrema y constantemente tiraba los juguetes de Jennifer, por lo que ella recurrió a jugar en secreto. Esto, sumado a años de acoso verbal y físico en la escuela, hizo que Jennifer interiorizara la heteronormatividad que la rodeaba. Sin embargo, esto cambió a los 15 años, cuando Jennifer vio Bambi y rápidamente desarrolló una obsesión con ella, viéndola varias veces. Se identificó con el joven Bambi, ya que en su opinión la película mostraba un personaje que, a pesar de ser masculino, parecía y actuaba como una mujer en todos los sentidos. Esto la obligó a tomar más en serio su identidad de género, hasta que, a los 17 años, confesó sus sentimientos a su profesor de arte, quien la rechazó violentamente. Ella volvió a ocultar su identidad.
Posteriormente Jennifer se matriculó en la universidad para estudiar bioquímica. Aunque estaba a punto de establecerse con una mujer (aún bajo una identidad masculina), Jennifer estaba cada vez más deprimida. Esto culminó en un intento de suicidio el 30 de mayo de 1981, utilizando una combinación de pastillas para dormir y una máscara de dióxido de carbono. Después de orar a diferentes dioses, experimentó una experiencia mística que resultó en una epifanía sobre su identidad. Su relación con la mujer terminó poco después.
Más tarde, Jennifer buscó tratamiento hormonal, pero se le hizo cada vez más difícil mantener su trabajo a medida que avanzaba en la transición. Esto la llevó a quedarse sin hogar, pero finalmente pudo conseguir empleo y establecerse con la ayuda de sus amigos y familiares, aunque estos lo hicieron a regañadientes, lo que resultó en que su padre intentara asesinarla. Un año después, tras un tratamiento hormonal, Jennifer se sometió a una cirugía de reasignación de género en 1982, y adoptó legalmente el nombre y la identidad que ha utilizado desde entonces.
Luego convivió con Sandra, su novia en ese momento. A medida que pasaron los años, Eldenath y Stephen (un amigo de la escuela secundaria) se unieron, formando un matrimonio poliamoroso que ha durado hasta el día de hoy.

## Webcómics
- Unicorn Jelly[13]
- Pastel Defender Heliotrope
- To Save Her
- Impossible Things Before Breakfast